# (6060) Doudleby
(6060) Doudleby es un asteroide perteneciente al cinturón de asteroides, región del sistema solar que se encuentra entre las órbitas de Marte y Júpiter, descubierto el 19 de febrero de 1980 por Antonín Mrkos desde el Observatorio Kleť, České Budějovice, República Checa.

## Designación y nombre
Designado provisionalmente como 1980 DX. Fue nombrado Doudleby en homenaje a un pueblo en el sur de Bohemia, al sur de České Budějovice. Fue mencionado por primera vez como lugar de asentamiento fortificado eslavo sobre el río Malše en 981. La iglesia gótica de San Vicente fue construida en este sitio. La región de Doudleby es conocida por sus animadas costumbres populares tradicionales, incluidos los carnavales.

## Características orbitales
Doudleby está situado a una distancia media del Sol de 2,614 ua, pudiendo alejarse hasta 2,859 ua y acercarse hasta 2,370 ua. Su excentricidad es 0,093 y la inclinación orbital 9,884 grados. Emplea 1544,52 días en completar una órbita alrededor del Sol.

## Características físicas
La magnitud absoluta de Doudleby es 12,9. Tiene 6,78 km de diámetro y su albedo se estima en 0,243. 